# Rosa Elena Baduy Isaac
Rosa Elena Baduy Isaac (Peto, Yucatán, 20 de marzo de 1938) es una política mexicana, miembro del Partido Revolucionario Institucional (PRI). Ha sido diputada local y federal.

## Biografía
Es profesora normalista egresada de la Escuela Normal Superior de México, es pasante de maestría en Psicología Educativa y cuenta con un curso en Orientación Vocacional.
Es miembro del PRI desde 1968. De 1969 a 1971 fue secretaria de Finanzas de la sección 33 del Sindicato Nacional de Trabajadores de la Educación (SNTE), de 1971 a 1973 fue regidora del municipio de Mérida, en la comuna que encabezaba el presidente municipal Víctor Cervera Pacheco. De 1975 a 1978 fue administradora de la tienda no. 29 del Instituto de Seguridad y Servicios Sociales de los Trabajadores del Estado (ISSSTE) en la ciudad de Mérida.
De 1983 a 1987 fue secretaria de orientación política de la sección 33 del SNTE, de 1984 a 1987 oficial mayor del comité estatal del PRI y secretaria de Acción Femenil de la Liga de Comunidades Agrarias y Sindicatos Campesinos, sección de la Confederación Nacional Campesina (CNC) en Yucatán. En 1985 fue elegida por primera ocasión diputada a la L Legislatura del Congreso del Estado de Yucatán que culminó en 1988. 
De 1989 a 1993 fue directora regional de la Lotería Nacional para la Asistencia Pública en Yucatán, en 1992 fue consejera municipal del PRI y de 1995 a 1997 fue nuevamente secretaria de organización de la sección 33 del SNTE. De 1995 a 1997 fue directora de Educación Extraescolar de la Secretaría de Educación de Yucatán y de 1997 a 1998 fue directora general del Instituto de Seguridad y Servicios Sociales de Yucatán (ISSTEY), ambas en la gubernatura de Víctor Cervera Pacheco. 
En 1998 fue elegida por segunda vez diputada local, en representación del Distrito 13 local a la LV Legislatura del Congreso del Estado y que culminó en 2001. Sin embargo, se separó del cargo en 2000 para ser postulada candidato del PRI a diputada federal por el Distrito 5 de Yucatán, resultó ganadora del proceso electoral y representó al distrito en la LVIII Legislatura de 2000 a 2003. En la Cámara de Diputados fue integrante de las comisiones de Educación Pública y Servicios Educativos; de Fomento Cooperativo y Economía Social; y, de Seguridad Social, así como secretaria del comité del Centro de Estudios Sociales y de Opinión Pública.